# You Know You Want This
You Know You Want This: "Cat Person" and Other Stories es una colección de cuentos de Kristen Roupenian.
Tras el éxito viral del cuento "Cat Person", Roupenian consiguió un acuerdo de siete cifras con Scout Press para su libro debut y fue objeto de una guerra de ofertas en el mercado estadounidense, con ofertas que superaban el millón de dólares. Recibió un anticipo de 1,2 millones de dólares por el libro.